# Debbie Evans
Debra Evans, més coneguda com a Debbie Evans o pel seu nom de casada, Debbie Leavitt o bé Debbie Evans-Leavitt (Lakewood, Califòrnia, 5 de febrer de 1958) és una especialista de cinema i antiga pilot professional de trial nord-americana. Durant la dècada del 1970 va ser considerada la millor pilot femenina de trial, tant als Estats Units com a Europa, i va obtenir el patrocini i suport de fàbrica de Yamaha, marca amb la qual va competir durant anys.

## Carrera esportiva
Nascuda i criada a Lakewood, Evans va aprendre a conduir motocicletes a sis anys. Filla d'un pilot de trial, David Evans, Debbie va créixer envoltada de l'ambient d'aquest esport i en va aprendre la tècnica del seu pare. Va començar a competir en proves de trial i enduro, sovint com a l'única dona de la cursa.
El 1978, a dinou anys, va acceptar una invitació per a competir als Sis Dies d'Escòcia de Trial, aleshores la prova per excel·lència d'aquest esport, a proposta de Bill Emmison (de l'importador britànic BERM Specialties) i amb el suport de Gordon Farley Motorcycles. Malgrat que alguns aficionats pensaven que la prova podria ser massa difícil per a Evans, va demostrar la seva habilitat no només pel fet d'acabar-la (una fita en si mateixa), sinó que ho va fer en quart lloc a la categoria dels 175 cc, competint exclusivament contra rivals masculins.
El 1979, Debbie Evans es va casar amb Lane Leavitt, múltiple campió dels Estats Units de trial. La parella ve tenir tres fills.
Durant la seva època com a pilot, Debbie Evans va començar a fer espectacles d'exhibició i va arribar a mostrar les seves habilitats davant desenes de milers d'espectadors a les curses de l'AMA Grand National i de l'AMA Supercross. Es va fer coneguda per un truc en què mantenia la seva Yamaha TY en equilibri, sense el cavallet lateral, mentre feia la vertical amb el cap recolzat al seient. Va aparèixer fent aquest truc a la pel·lícula documental sobre motociclisme Take It To The Limit (1980).

## Carrera en la indústria cinematogràfica
L'excepcional habilitat amb les motocicletes de Debbie Evans la va portar a treballar a la indústria cinematogràfica nord-americana com a especialista ("stunt" en argot motociclista). Va tenir tant d'èxit en aquesta activitat que va esdevenir la seva feina a temps complet. Evans ha aparegut en més de 200 pel·lícules i programes de televisió. Entre altres treballs, ha protagonitzat diverses escenes d'acrobàcia en motocicleta a The Matrix Reloaded i a la saga The Fast and the Furious.

## Darrers temps
El 1999, a quaranta anys, Debbie Evans va tornar a competir en trial tot disputant la primera edició del campionat d'Europa femení amb una Gas Gas. Tot i haver passat 18 anys allunyada de les competicions, va acabar la temporada en la novena posició. L'any següent participà també a la primera edició del campionat del món femení amb la Gas Gas i hi acabà en quinzena posició final. Evans va ser inclosa a l'AMA Motorcycle Hall of Fame el 2003.